# James Shreeve
James Shreeve – amerykański popularyzator nauki. Autor Zagadka Neandertalczyka. W poszukiwaniu rodowodu współczesnego człowieka i współautor Lucy’s Child: The Discovery of a Human Ancestor. Jego artykuły ukazywały się w "The Atlantic Monthly", "Discover", "National Geographic", "Science", "Smithsonian" i innych periodykach. Był członkiem Fundacji Alfreda P. Sloana i Fundacji Alicia Patterson.
Mieszka w South Orange, New Jersey, USA.

## Publikacje
- Zagadka Neandertalczyka. W poszukiwaniu rodowodu współczesnego człowieka, Warszawa: Prószyński i S-ka, 1998, ISBN 83-7180-075-4 (The Neandertal Enigma. Solving the Mystery of Modern Human Origins, 1995)
- Lucy’s Child: The Discovery of a Human Ancestor [współautor:  Donald C. Johanson].